# ويليام جوزيف باور
ويليام جوزيف باور (بالإنجليزية: William Joseph Bauer)‏ هو محامي وقاضي أمريكي، ولد في 15 سبتمبر 1926 في شيكاغو في الولايات المتحدة.

## وصلات خارجية
- ويليام جوزيف باور على موقع إن إن دي بي (الإنجليزية)